# Museo y Archivos Leather
El Leather Archives & Museum (LA&M) es un centro de estudios ubicado en el barrio de Rogers Park de Chicago, Estados Unidos. Fue fundado por Chuck Renslow y Tony DeBlase en 1991, "como archivos comunitarios, biblioteca y museo de la cultura e historia del Leather, el Kink, el fetichismo sexual y el BDSM". Su declaración de misión dice: "Hacer que el Leather, el Kink, el BDSM y el fetiche sean accesibles a través de la investigación, la preservación, la educación y la participación comunitaria". Es una organización 501 (c) (3). 
Además de las actividades en Chicago, LA&M envía exhibiciones "itinerantes" por todo el país y brinda asistencia por correo electrónico y por teléfono.
El LA&M está abierto a los mayores de 18 años debido a la naturaleza adulta de algunos de sus contenidos.

## Historia
En agosto de 1991, LA&M se inauguró en el estado de Illinois.
El LA&M se mudó a su edificio actual en 1999.
En mayo de 2006, el Director Ejecutivo de LA&M, Rick Storer, participó en una mesa redonda titulada "Censura y materiales sexualmente explícitos" en la Conferencia GLBT ALMS 2006 ( Archivos, Bibliotecas, Museos y Colecciones Especiales ).
En mayo de 2009, LA&M anunció que los ingresos de International Mister Leather (IML) se colocarían en un fideicomiso para beneficiar al museo.
En 2009, LA&M adquirió la colección de 25 cajas de documentos de Robert Davolt, autor y organizador del contingente Leather del San Francisco Pride, y el editor de Bound & Gagged.
En 2015, el curador de LA&M, Rick Storer, recibió el Premio Internacional al Logro de la Asociación Nacional Leather.
En 2017, el LA&M fue incluido en el Salón de la Fama LGBT de Chicago.
En julio de 2019, Bill Schmeling donó todas sus obras de arte, notas y otros materiales a LA&M, poco antes de morir en septiembre.
También en 2019, el LA&M fue incluido en el Salón de la Fama del Leather.

## Exposiciones permanentes

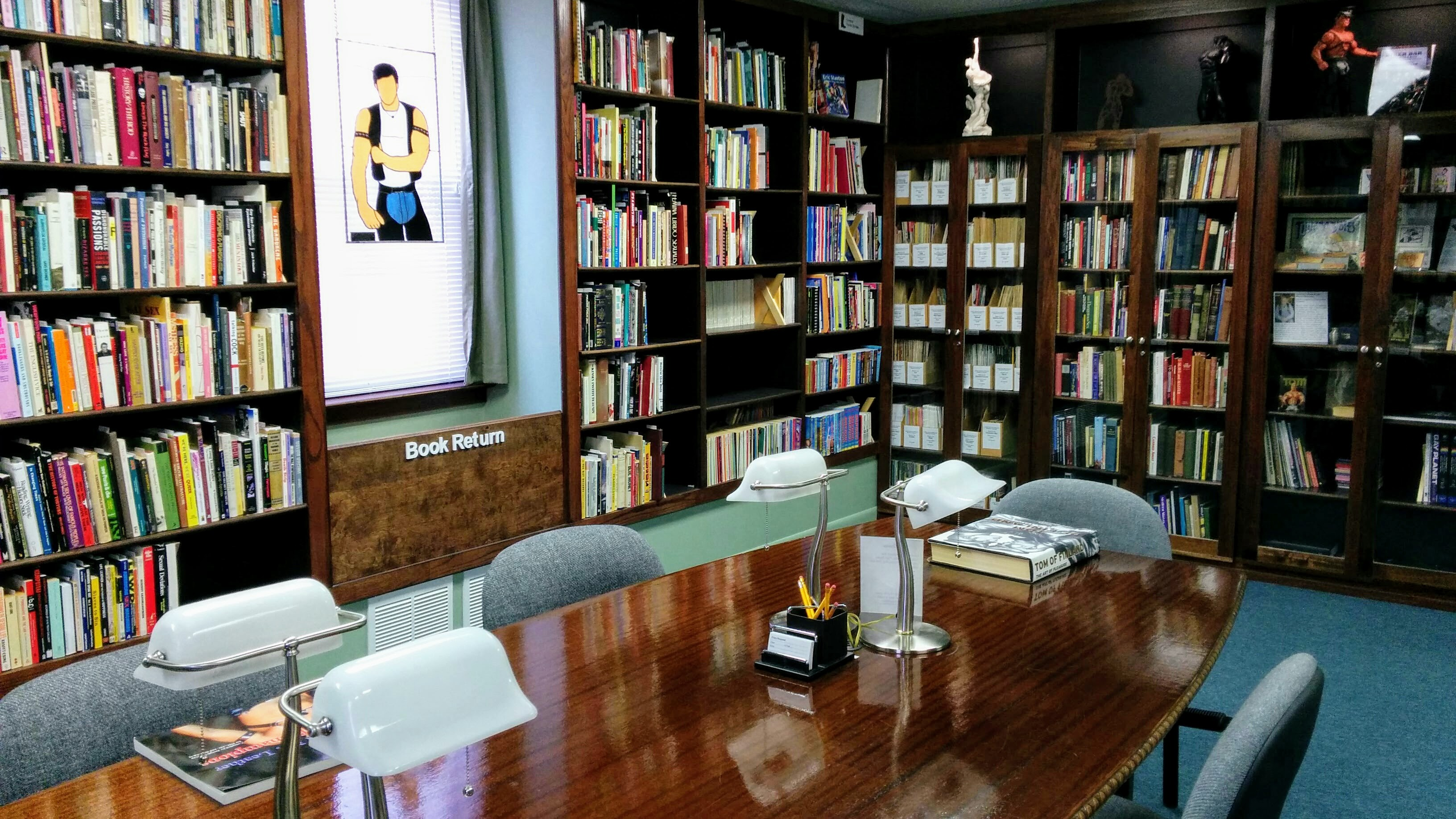
Sala de lectura de la biblioteca.

En el LA&M se exhiben de forma permanente los trabajos de Fakir Musafar, la exhibición Dungeon (que muestra algunos de los artefactos del museo en un ambiente erótico), Leatherbar y A Room of Her Own (sobre la historia leather de las mujeres).

## Auditorio Etienne
LA&M tiene el auditorio Etienne, que se utiliza para la exhibición de películas de su colección, Cinekink, el Festival de cine alemán Fetisch, concursos relacionados con el leather, demostraciones, reuniones comunitarias, conferencias y como un lugar donde los grupos y clubes leather pueden reunirse de forma gratuita.
El auditorio tiene numerosos murales realizados por Dom Orejudos, quien utilizó el seudónimo Etienne, el equivalente francés de su segundo nombre, Stephen.

## Artículos notables
El LA&M tiene la colección más grande del mundo de piezas originales de Dom Orejudos bajo el nombre de Etienne, algunos originales del artista finlandés Touko Valio Laaksonen (que usaba el seudónimo Tom of Finland) y colecciones completas de las revistas Drummer y Bound & Gagged. También tiene una de las tres banderas del orgullo leather originales que Tony DeBlase creó como prototipo, y todas las ilustraciones, notas y otros materiales de Bill Schmeling.
El LA&M también tiene escritos notables, como los registros de International Mr. Leather, National Leather Association y Mineshaft, y los documentos de Tony DeBlase.
También tiene todas las fotos de Kris Studios, un estudio de fotografía de físico masculino fundado por Chuck Renslow y Dom Orejudos, que tomó fotos para revistas gay que publicaron. El estudio fue nombrado en parte para honrar a la pionera transgénero Christine Jorgensen. Renslow más tarde cofundó LA&M con Tony DeBlase.